# Foulain
Foulain település Franciaországban, Haute-Marne megyében. Lakosainak száma 681 fő (2022. január 1.). Foulain Leffonds, Luzy-sur-Marne, Marnay-sur-Marne, Neuilly-sur-Suize, Poulangy és Richebourg községekkel határos.

## Népesség
A település népességének változása:
| Lakosok száma | 456  | 717  | 728  | 745  | 712  | 705  | 697  | 687  | 688  | 681  |
|               | 1968 | 1982 | 1990 | 2006 | 2013 | 2015 | 2017 | 2019 | 2020 | 2022 |